# Rabotrath

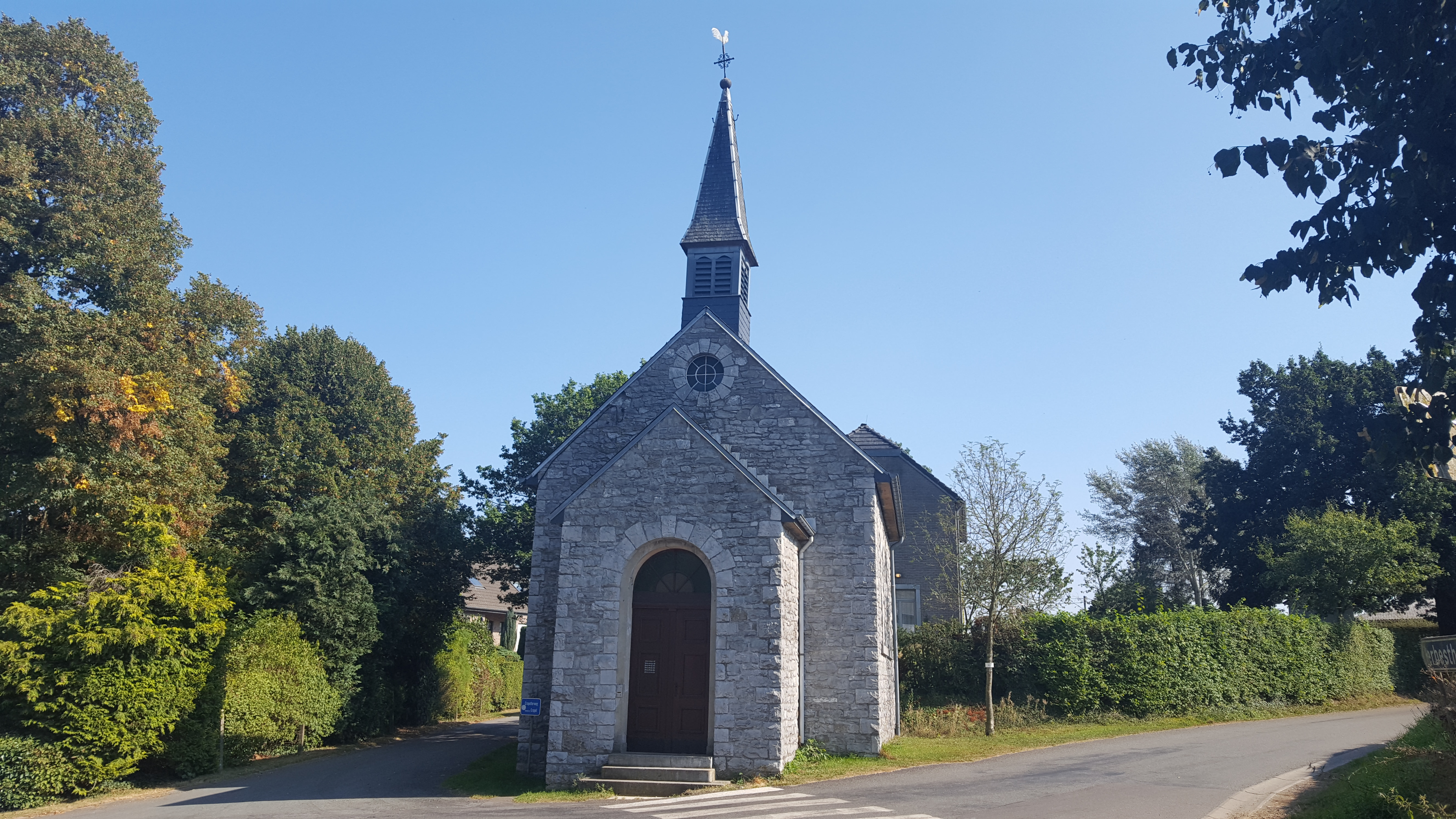
Quirinus-Kapelle

Rabotrath (früher auch Rabottraed) ist ein Weiler im Norden der Deutschsprachigen Gemeinschaft Belgiens, der zur Gemeinde Lontzen gehört. Der Ort ist ländlich geprägt und liegt abseits der Hauptstraßen, etwa 1,5 Kilometer südlich von Lontzen zwischen Walhorn und Herbesthal. Inmitten des Ortes befindet sich die 1913 im neogotischen Stil erbaute Quirinus-Kapelle.

## Geschichte
Erste Erwähnung fand der Ort, der vermutlich aus einem Lehnshof entstand, in einem Erbpachtvertrag von 1407. Seit seiner ersten Erwähnung im späten 14. Jahrhundert, bis um die Mitte des 19. Jahrhunderts, stand bei Rabothrath das Wasserschloss Crapoel, einer der Herrensitze in der Hochbank Walhorn (damaliger Verwaltungs- und Gerichtsbezirk).

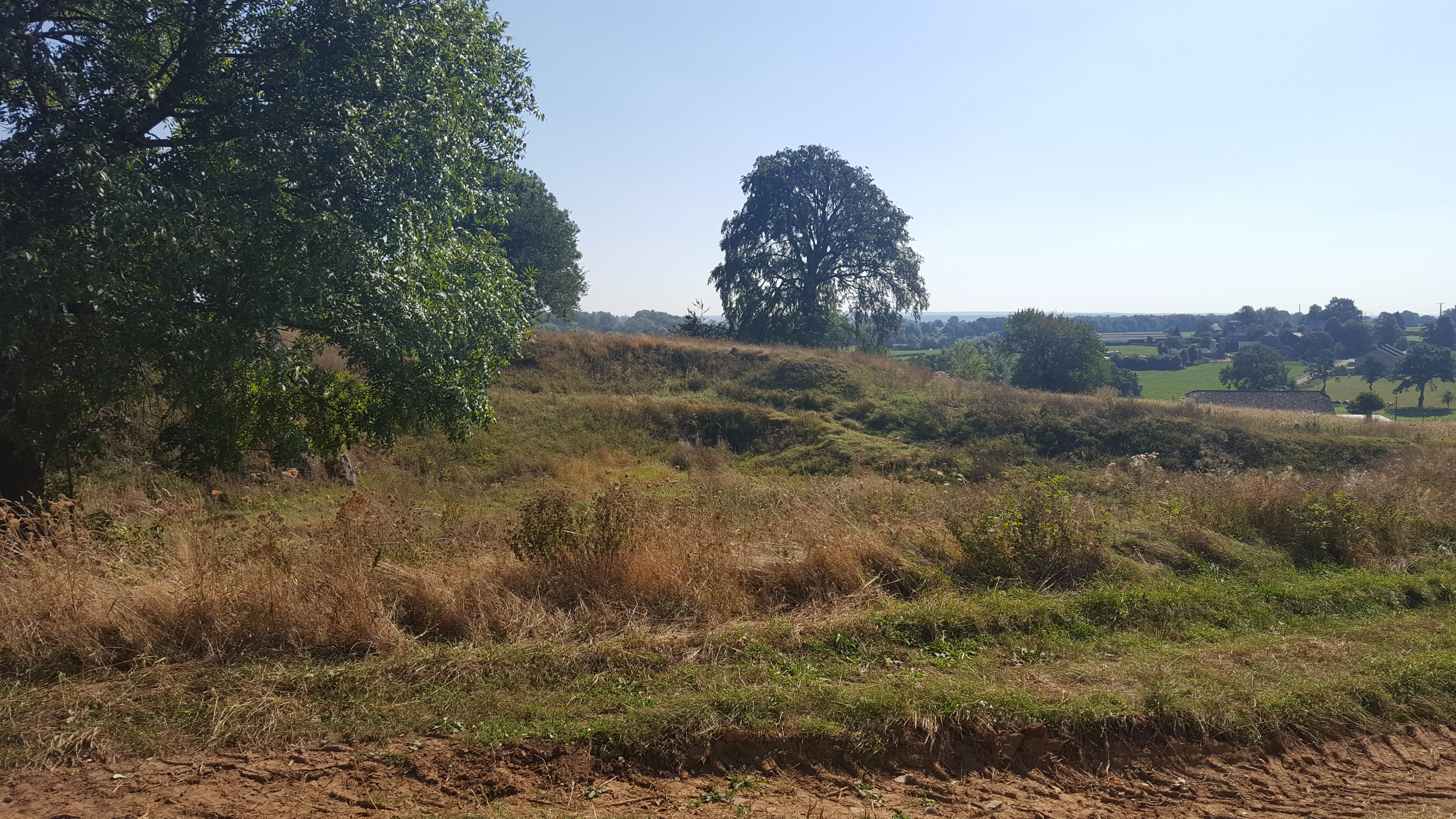
Galmeitrift

Seit dem 15. Jahrhundert wurde bei Rabotrath Galmeierz-Tagebau in verschiedenen Phasen bis 1852 betrieben. Am systematischsten wurden die Erzvorkommen zwischen 1739 und 1770 abgebaut. In dieser Zeit wurden hier 50 bis 60 Schächte gegraben und ca. 3.500 Tonnen Galmei-Erze, wie Zink, Eisen und Blei gefördert. Als Galmeitrift gilt der Bereich im Norden von Rabotrath heute als besonders geschütztes Kulturdenkmal. 
Rabotrath gehörte bis zur 1977 zur Gemeinde Walhorn, dann wurde es im Rahmen der belgischen Gemeindefusionen zum Ortsteil von Lontzen.